# Храм Святого Іллі (Євпаторія)
Храм Святого Іллі (Храм Святого Іллі-пророка) — грецька церква, освячена в ім'я святого пророка Іллі, знаходиться на самій набережній Євпаторії; за дореволюційними поняттями, на захід від неї починалася нова частина міста. Належить Сімферопольської і Кримської єпархії Московської патріархії.
Храм побудований в 1911 — 1918 рр. міським архітектором А. Л. Генріхом.
Зліва від входу пам'ятна дошка з текстом: «Священномученик Елеазар (Спиридонов) Евпаторийский прославлен в лике святых Собора новомучеников и исповедников Российских XX в. Подвизался первым настоятелем Свято-Ильинского храма в 1919—1936 гг.».
Храм Святого Іллі, поряд з мечеттю Джума-Джамі і Свято-Миколаївським собором входить до числа трьох найбільш значущих архітектурних домінант міста, їх куполи — невід'ємна і найвиразніша частина відкриваючогося на Євпаторію виду з боку моря.

## Історія будівництва

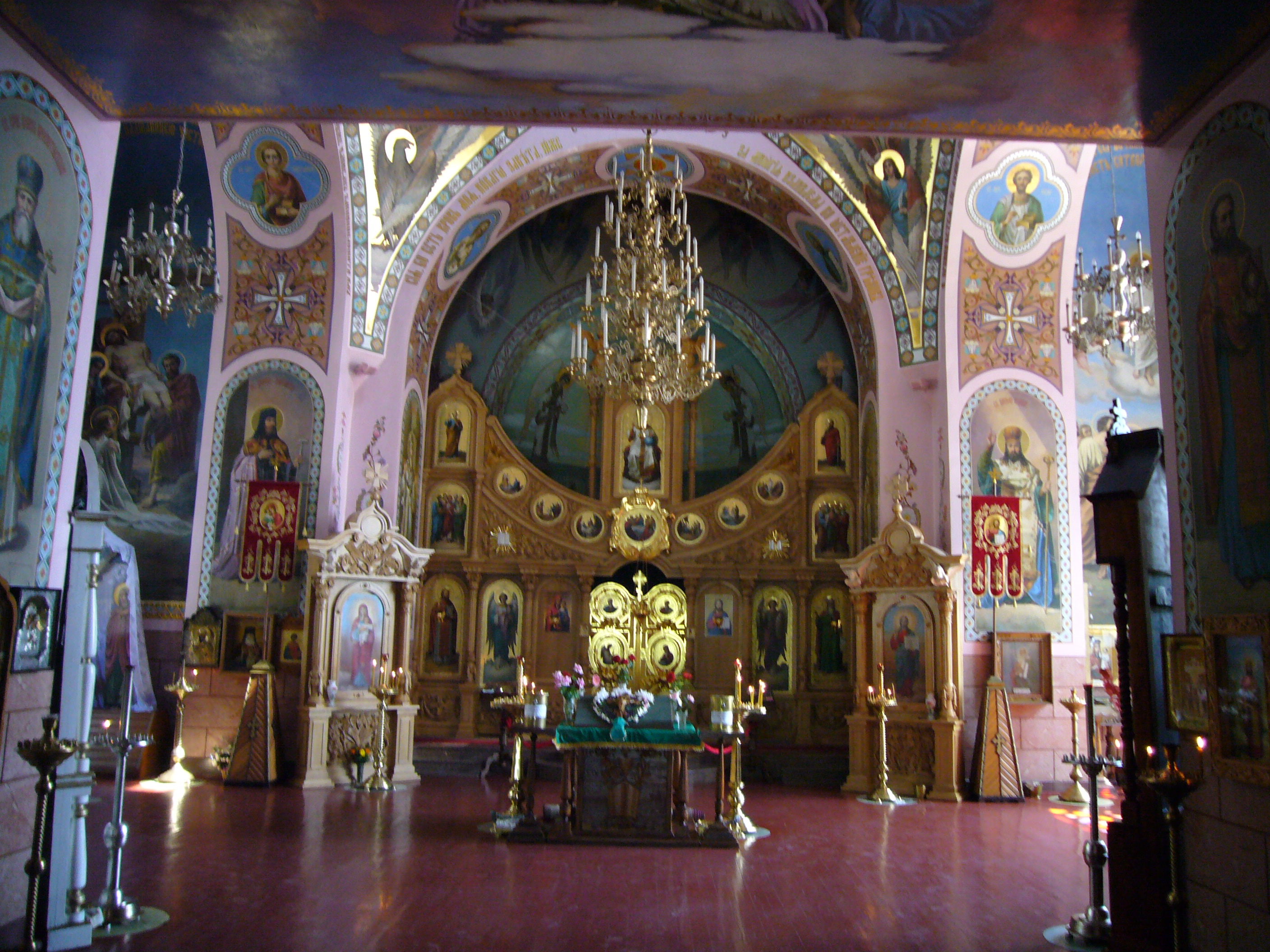
Всередині храму.

У 1899 році в Євпаторії було освячено Свято-Миколаївський собор, проте він не міг повністю задовольнити потреби православного населення. Громада просила виділити місце площею 400 кв. сажнів, навпроти будинків Ракова, Ю. В. Аваха і М.І. Ходжаша. У результаті дискусії Дума в 1901 роцы виділила безкоштовно для побудови церкви територію в 600 кв. сажнів там, де і просила громада, за умови інтенсивної забудови ділянки, яка повинна була у дворічний термін бути обнесена огорожею.
Традиційно храмові споруди будувалися на пожертви віруючих. Але кошти на спорудження нової церкви надходили занадто повільно, що змусило євпаторійську грецьку громаду звернутися до Думи з проханням про видачу субсидії в сумі 5 тисяч рублів. Семен Езрович Дуван, губернатор Євпаторії, дав згоду виплачувати субсидію частинами (по 1 тисячі рублів на рік), а особисто від себе пожертвував 400 рублів і бронзову люстру для церкви. За допомогу в будівництві храму Дуван був нагороджений Його Величністю Королем Греції Хрестом Святого Спасителя.  Будівництво храму розпочалося 6 червня 1911 року й тривало до 1916 року під керівництвом автора проекту, архітектора А.Л. Генріха. 30 червня 1918 року будівля церкви була освячена на честь пророка Іллі. Внутрішній благоустрій храму через нестачу коштів тривав ще майже 10 років і був закінчений вже з початком гонінь на Церкву.

### Архітектурні особливості будівлі
На відміну від Миколаївського собору грецька церква виглядає досить сердито: гладкі темнуваті стінки з пиляного ракушняка, великі лаконічні деталі фасадів. Храм побудований в греко-візантійському стилі, тому традиційно план має вигляд хреста. Будівля церкви підноситься на високому цоколі, що, незважаючи на невеликі розміри будівлі, робить його вигляд значнішим. Купол спочиває на восьмигранному барабані, кожна грань якого закінчується фронтоном. Прикрашають храм тонкі пілястри, напівциркульні арки, потрійні вікна з вітражами. Зі східного боку розташована п'ятигранна Абсида, головний вхід оформлений у вигляді арки, що спирається на дві напівколони. Примітна триярусна дзвіниця, яка значно вище основного куполу.

### Доля храму в радянський період

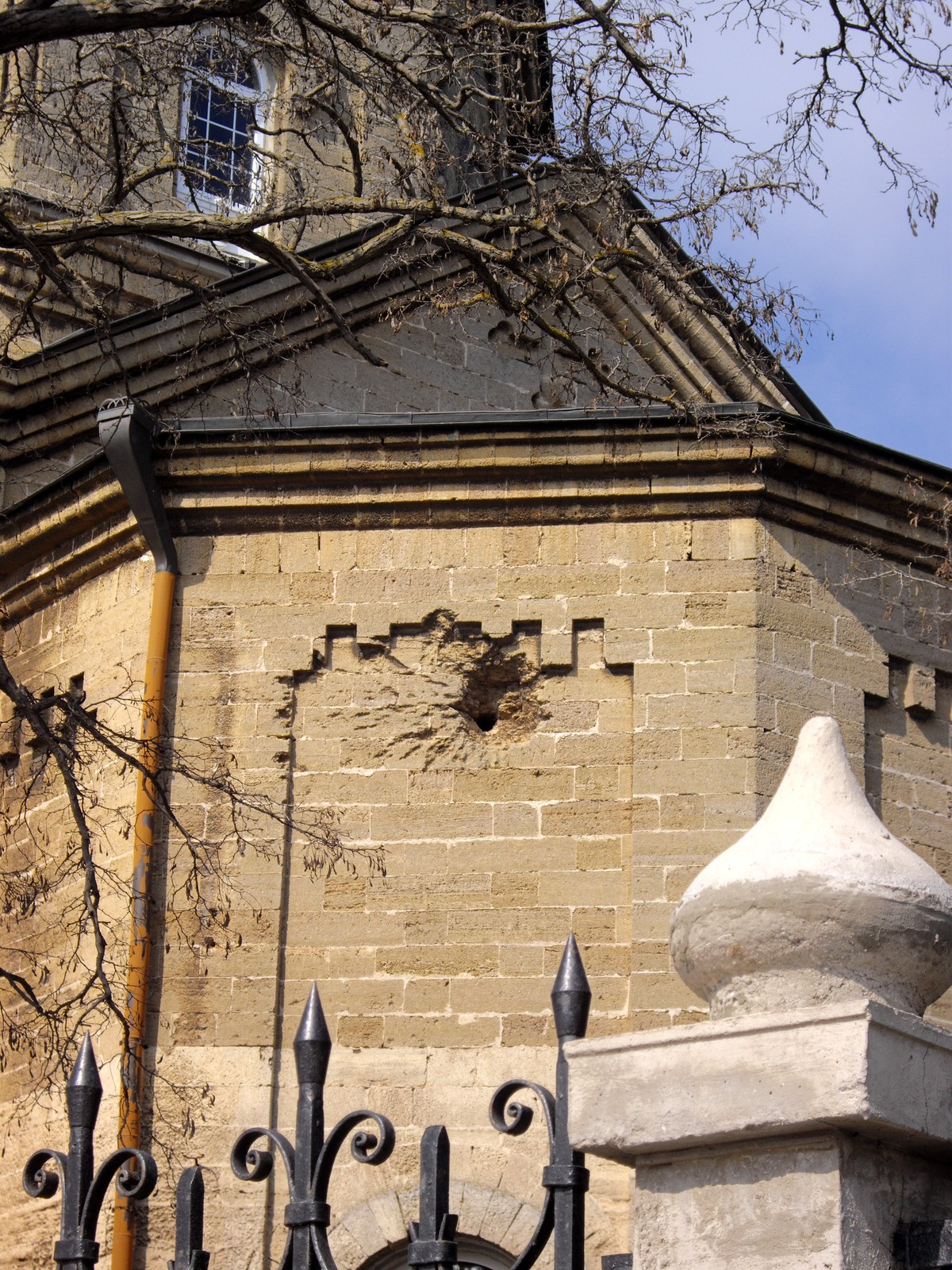
Ехо війни

Після революції церква залишалася діючою. Її парафіяни були грецькими підданими, тому влада не відразу застосувала силові прийоми. Спочатку ухвалили, що дзвін — явище неприйнятне для соціалістичної дійсності, тому зняли дзвони. Громада вирішила захищати свій храм, для цього відправила у Москву до грецького консула лист з проханням про допомогу. Завіз лист голова церковної двадцятки Сава Федорович Кіріакіді. Це звернення призвело владу Євпаторії в лють, вони звинуватили грецьку громаду в наклепі. У 1936 році договір з грецьким суспільством розірвали через те, що прихожани не зуміли відремонтувати будівлю. У держави грошей так само не знайшлося і храм закрили. З кінця 50-х років у будівлі храму організували спортзал. У 1959 році була зруйнована дзвіниця.
На одній зі стін церкви видно слід від снаряда — на цій набережній 5 січня 1942 року відбулася висадка Євпаторійського десанту.

### Відновлення храму
Пригоди радянського часу грецький храм пережив не без втрат, відновлювальні роботи ще не закінчені.
До ювілею Євпаторії в 2003 році дзвіницю відновили, був встановлений новий дзвін. Його відливали на дніпропетровському підприємстві "Благовіст-1". Висота дзвону становить 89 см, діаметр — 84 см, на поверхні — напис: "Сей колокол отлит в честь 2500-летия богоспасаемого града Евпатории в лето 2003 от Рождества Христова для храма пророка Илии".